# Nirvana (album de Nirvana)
Pour les articles homonymes, voir Nirvana.
Albums de Nirvana
From the Muddy Banks of the Wishkah
(1996) With the Lights Out
(2004)
Singles
1. You Know You're Right
Sortie : 8 octobre 2002

Nirvana est la première compilation posthume du groupe américain de grunge Nirvana sorti le 29 octobre 2002 par le label DGC Records. C'est le troisième disque publié après la mort de Kurt Cobain en 1994.
L'album présente l'inédit You Know You're Right enregistré pendant la dernière session d'enregistrement en studio du groupe le 30 janvier 1994. Figurent également sur l'album une sélection des chansons les plus connues du groupe, actif de 1987 à 1994.

## Poursuite judiciaire
Nirvana est finalement sorti en 2002 après la résolution d'un différend entre Courtney Love, la veuve du chanteur Kurt Cobain, et les deux membres restants du groupe Novoselic et Grohl. La dispute se tournait autour de la chanson You Know You're Right que Novoselic et Grohl voulaient faire figurer sur un coffret spécial, qu'ils n'ont donc pu sortir car Love avait son mot sur les droits et l'héritage de Nirvana.
Elle trouvait que l'inédit You Know You're Right serait "gâché" sur un coffret, et elle préférait voir la chanson sortir sur un album de compilation de singles similaire au Beatles' 1.
Finalement la chanson sortit sur un album compilation.

## Parution et réception

### Classements et certifications
| Classement musical                 | Meilleure position |
| ---------------------------------- | ------------------ |
| Australie (ARIA)                   | 1                  |
| Autriche (Ö3 Austria Top 40)       | 1                  |
| Belgique (Flandre Ultratop)        | 2                  |
| Canada (Canadian Albums)           | 2                  |
| Danemark (Tracklisten)             | 6                  |
| Espagne (Promusicae)               | 11                 |
| États-Unis (Billboard 200)         | 3                  |
| Finlande (Suomen virallinen lista) | 9                  |
| France (SNEP)                      | 2                  |
| Italie (FIMI)                      | 6                  |
| Japon (Oricon)                     | 6                  |
| Norvège (VG-lista)                 | 5                  |
| Nouvelle-Zélande (RIANZ)           | 2                  |
| Pays-Bas (Mega Album Top 100)      | 12                 |
| Royaume-Uni (UK Albums Chart)      | 3                  |
| Royaume-Uni (Rock & Metal Albums)  | 1                  |
| Suède (Sverigetopplistan)          | 10                 |
| Suisse (Schweizer Hitparade)       | 2                  |

| Pays           | Ventes      | Certifications |
| -------------- | ----------- | -------------- |
| Australie      | 350 000 +   | 5 × Platine    |
| Autriche       | 70 000 +    | Platine        |
| Belgique       | 50 000 +    | Platine        |
| Brésil         | 125 000 +   | Platine        |
| Espagne        | 50 000 +    | Or             |
| États-Unis     | 1 000 000 + | Platine        |
| Europe         | 2 000 000 + | 2 × Platine    |
| Finlande       | 10 000 +    | Or             |
| France         | 100 000 +   | Or             |
| Italie         | 150 000 +   | 3 × Platine    |
| Pologne (ZPAV) | 10 000 +    | Or             |
| Royaume-Uni    | 900 000 +   | 3 × Platine    |
| Suisse         | 40 000 +    | Platine        |

## Fiche technique

### Liste des morceaux
À noter que sur la version vinyle de l'album, la chanson Where did you sleep last night n'est pas présente. 
Toutes les chansons sont écrites et composées par Kurt Cobain sauf si annotations.
| No  | Titre                          | Auteur                   | Album original            | Durée |
| --- | ------------------------------ | ------------------------ | ------------------------- | ----- |
| 1.  | You Know You're Right          |                          | inédit                    | 3:38  |
| 2.  | About a Girl                   |                          | Bleach                    | 2:49  |
| 3.  | Been a Son                     |                          | Blew                      | 2:23  |
| 4.  | Sliver                         |                          | Incesticide               | 2:14  |
| 5.  | Smells Like Teen Spirit        | Cobain, Grohl, Novoselic | Nevermind                 | 5:01  |
| 6.  | Come as You Are                |                          | Nevermind                 | 3:39  |
| 7.  | Lithium                        |                          | Nevermind                 | 4:17  |
| 8.  | In Bloom                       |                          | Nevermind                 | 4:15  |
| 9.  | Heart-Shaped Box               |                          | In Utero                  | 4:41  |
| 10. | Pennyroyal Tea                 |                          | In Utero                  | 3:38  |
| 11. | Rape Me                        |                          | In Utero                  | 2:51  |
| 12. | Dumb                           |                          | In Utero                  | 2:34  |
| 13. | All Apologies                  |                          | MTV Unplugged in New York | 3:51  |
| 14. | The Man Who Sold the World     | David Bowie              | MTV Unplugged in New York | 3:47  |
| 15. | Where Did You Sleep Last Night | Leadbelly                | MTV Unplugged in New York | 5:08  |

| 1.  | You Know You're Right          |                          | inédit                    | 3:38 |
| 2.  | About a Girl                   |                          | Bleach                    | 2:49 |
| 3.  | Been a Son                     |                          | Blew                      | 2:23 |
| 4.  | Sliver                         |                          | Incesticide               | 2:14 |
| 5.  | Smells Like Teen Spirit        | Cobain, Grohl, Novoselic | Nevermind                 | 5:01 |
| 6.  | Come as You Are                |                          | Nevermind                 | 3:39 |
| 7.  | Lithium                        |                          | Nevermind                 | 4:17 |
| 8.  | In Bloom                       |                          | Nevermind                 | 4:15 |
| 9.  | Heart-Shaped Box               |                          | In Utero                  | 4:41 |
| 10. | Pennyroyal Tea                 |                          | In Utero                  | 3:38 |
| 11. | Rape Me                        |                          | In Utero                  | 2:51 |
| 12. | Dumb                           |                          | In Utero                  | 2:34 |
| 13. | All Apologies                  |                          | MTV Unplugged in New York | 3:51 |
| 14. | The Man Who Sold the World     | David Bowie              | MTV Unplugged in New York | 3:47 |
| 15. | Something in the Way           |                          | MTV Unplugged in New York | 4:01 |
| 16. | Where Did You Sleep Last Night | Leadbelly                | MTV Unplugged in New York | 5:08 |

| - Kurt Cobain : guitare et chant - Krist Novoselic : basse - Dave Grohl : batterie et chœurs (sauf chansons 2, 3 et 4) - Chad Channing : batterie sur About a Girl et Been a Son - Dan Peters : batterie sur Sliver - Kera Schaley : violoncelle sur Dumb - Pat Smear : guitare sur les chansons acoustiques - Lori Goldston : violoncelle sur les chansons acoustiques | - Nirvana : production - Butch Vig : production, ingénierie du son - Steve Albini, Jack Endino, Steve Fisk, Adam Kasper : ingénierie du son, mixage - Andy Wallace : mixage - Scott Litt : production, mixage - Bob Ludwig : matriçage - Robert Fisher : art et design - David Fricke : notes de pochette - Michael Meisel, James Barber, John Silva : gestion du projet - Corbis Bettman, Frank Micelotta, Frank Ockenfels, Charles Peterson, Redferns : photographie |

### Autres sources
1. ↑  (en) Australian-charts.com – Nirvana – Nirvana. ARIA Top 50 album. Hung Medien.
2. ↑  (de) Austriancharts.at – Nirvana – Nirvana. Ö3 Austria Top 40. Hung Medien.
3. ↑  (nl) Ultratop.be – Nirvana – Nirvana. Ultratop 200 albums. Ultratop et Hung Medien / hitparade.ch.
4. ↑  (en) Nirvana - Chart history – Billboard. Canadian Albums Chart. Prometheus Global Media.
5. ↑  (da) Danishcharts.com – Nirvana – Nirvana. Tracklisten. Hung Medien.
6. ↑  (en) Spanishcharts.com – Nirvana – Nirvana. Top 100 álbumes. Hung Medien.
7. ↑  (en) Nirvana - Chart history – Billboard. Billboard 200. Prometheus Global Media.
8. ↑  (fi) Finnishcharts.com – Nirvana – Nirvana. Suomen virallinen lista. Hung Medien.
9. ↑  Lescharts.com – Nirvana – Nirvana. SNEP. Hung Medien.
10. ↑  (en) Italiancharts.com – Nirvana – Nirvana. FIMI. Hung Medien.
11. ↑  (ja) « 検索結果-ORICON STYLE アーティスト/CD検索 », sur oricon.co.jp (consulté le 20 janvier 2015)
12. ↑  (en) Norwegiancharts.com – Nirvana – Nirvana. VG-lista. Hung Medien.
13. ↑  (en) Charts.org.nz – Nirvana – Nirvana. RIANZ. Hung Medien.
14. ↑  (nl) Dutchcharts.nl – Nirvana – Nirvana. Mega Album Top 100. Hung Medien.
15. ↑  (en) Official Albums Chart Top 100. UK Albums Chart. The Official Charts Company.
16. ↑  (en) Archive Chart. Rock & Metal Albums. The Official Charts Company.
17. ↑  (en) Swedishcharts.com – Nirvana – Nirvana. Sverigetopplistan. Hung Medien.
18. ↑  (en) Swisscharts.com – Nirvana – Nirvana. Schweizer Hitparade. Hung Medien.
19. ↑  (en) « Certifications ARIA 2015 », sur aria.com (consulté le 12 juin 2021)
20. ↑  (de) « Gold & Platin - Nirvana », sur ifpi.at (consulté le 2 mars 2013)
21. ↑  « Les disques d'or/de platine - singles - 2007 », sur ultratop.be (consulté le 2 mars 2013)
22. ↑  (pt) « ABPD », sur abpd.org.br (consulté le 20 janvier 2015)
23. ↑  (es) « Weekly charts - Charts - Promusicae - Productores de Música de España », PROMUSICAE (consulté le 20 janvier 2015)
24. ↑  (en) « Nirvana », RIAA (consulté le 2 mars 2013)
25. ↑  (en) « IFPI Platinum Europe Awards - 2007 », sur ifpi.org (consulté le 20 janvier 2015)
26. ↑  (fi) « Tilastot - Nirvana », sur ifpi.fi (consulté le 2 mars 2013)
27. ↑  « SNEP - Syndicat National de l'édition Phonographique », sur snepmusique.com (consulté le 20 janvier 2015)
28. ↑  (it) « Certificazione Album - Nirvana », sur fimi.it (consulté le 12 juin 2021)
29. ↑  (pl) « ZPAV :: Bestsellery i wyróżnienia - Wyróżnienia - Złote płyty CD - Archiwum », sur bestsellery.zpav.pl (consulté le 21 février 2019)
30. ↑  (en) « Certified Awards Search - Nirvana », BPI (consulté le 27 janvier 2014)
31. ↑  (en) « The Official Swiss Charts and Music Company », sur swisscharts.com (consulté le 20 janvier 2015)